# Ascanio Sobrero
Ascanio Sobrero, nascut el 12 d'octubre de 1812 a Casale Monferrato, província d'Alessandria, Piemont, Primer Imperi Francès i traspassat el 26 de maig de 1888 a Torí, Itàlia, fou un químic i metge italià conegut pel descobriment de la nitroglicerina.
Sobrero estudià medicina a Torí i a París i es doctorà en medicina i cirurgia el 1833 a la Universitat de Torí. S'inicià en l'estudi de la química de la mà del seu oncle Carlo Raffaele Sobrero, aleshores director del Laboratori Químic de l'Arsenal de Torí. Estudià química a la Universitat de Gießen amb Justus von Liebig i es doctorà en química el 1832. A la Universitat de Torí treballà amb el químic francès Théophile Jules Pelouze i estudià l'acció de l'àcid nítric sobre els compostos orgànics. L'any 1845 ocupà una plaça de professor de química a la mateixa universitat. Fou en aquest temps quan descobrí la nitroglicerina (1847).
S'oposà a la utilització de la nitroglicerina per culpa de la seva perillositat i es mostrà decebut pel nombre de morts que causà. Tanmateix se sentí víctima de la injustícia quan el químic suec Alfred Nobel, en la dècada dels 1860, també alumne de Pelouze, aconseguí absorbir la nitroglicerina en terra de diatomees, explosiu que s'anomenà dinamita, que evitava els perills de la manipulació sense perdre la seva capacitat explosiva, la qual cosa dugué Nobel a guanyar una immensa fortuna. En qualsevol cas Nobel reconegué que la invenció de la nitroglicerina era deguda a Sobrero.
Fou membre de l'Acadèmia Nacional de Ciències.